# Liste des divisions administratives de la Bolivie

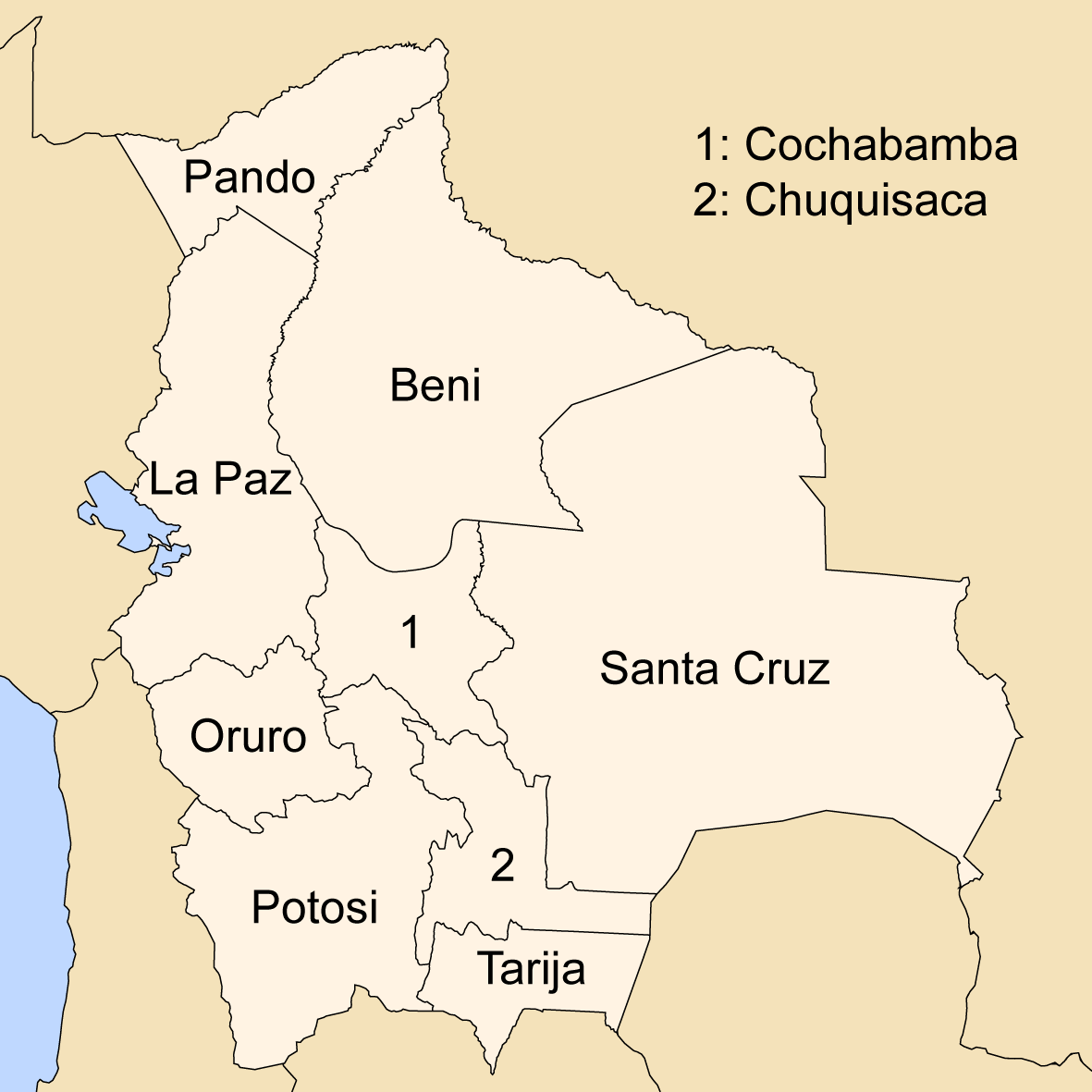
Carte de Bolivie affichant le nom des départements

La Bolivie comporte sept niveaux de divisions administratives :
- L'État bolivien;
- les départements, deuxièmes niveaux, au nombre de 9 ;
- Les provinces (provincia en espagnol), troisièmes niveaux, au nombre de 112 ;
- Les municipalités (municipio en espagnol), quatrièmes niveaux, au nombre de 337 ;
- les cantons (cantón en espagnol), cinquièmes niveaux, au nombre de 1 374 ;
- les sous-cantons (Vicecanton en espagnol), sixième niveau administratif. Chaque canton ou sous-canton est administré par un magistrat (Corregidor).
- La localité, ou village ou ville selon le nombre d'habitants, septième niveau est une zone d'habitat aggloméré.

## Département du Beni
Le département du Beni comprend 8 provinces, 19 municipalités et 41 cantons.
| Nom province   | Chef-lieu de province | Municipalité | Localité principale  | Cantons                                             |
| -------------- | --------------------- | ------------ | -------------------- | --------------------------------------------------- |
| Cercado        | Trinidad              | Trinidad     | Trinidad             | Trinidad                                            |
| Cercado        | Trinidad              | San Javier   | San Javier           | San Javier, San Pedro                               |
| Iténez         | Magdalena             | Magdalena    | Magdalena            | Magdalena, Orobayaya                                |
| Iténez         | Magdalena             | Baures       | Baures               | Baures, Mategua                                     |
| Iténez         | Magdalena             | Huacaraje    | Huacaraje            | Huacaraje, El Carmen                                |
| José Ballivián | Reyes                 | Reyes        | Reyes                | Reyes, Cavinas                                      |
| José Ballivián | Reyes                 | San Borja    | San Borja            | San Borja                                           |
| José Ballivián | Reyes                 | Santa Rosa   | Santa Rosa de Yacuma | Santa Rosa                                          |
| José Ballivián | Reyes                 | Rurrenabaque | Rurrenabaque         | Rurrenabaque                                        |
| Mamoré         | San Joaquín           | San Joaquín  | San Joaquín          | San Joaquin, More                                   |
| Mamoré         | San Joaquín           | San Ramón    | San Ramón            | San Ramón, Las Pampitas                             |
| Mamoré         | San Joaquín           | Puerto Siles | Puerto Siles         | Puerto Siles, Alejandria, Vigo                      |
| Marbán         | Loreto                | Loreto       | Loreto               | Loreto, Limoquije, Sachojere, San Antonio           |
| Marbán         | Loreto                | San Andrés   | San Andrés           | San Andrés, Peroto                                  |
| Moxos          | San Ignacio           | San Ignacio  | San Ignacio          | San Ignacio, San Francisco, San Lorenzo             |
| Vaca Díez      | Riberalta             | Riberalta    | Riberalta            | Riberalta, Concepción, Florida, Ivon                |
| Vaca Díez      | Riberalta             | Guayaramerín | Guayaramerín         | Guayaramerín, Villa Bella, Cachuela Esperanza, Yata |
| Yacuma         | Santa Ana             | Santa Ana    | Santa Ana            | Santa Ana, José Agustín de Palacios                 |
| Yacuma         | Santa Ana             | Exaltación   | Exaltación           | Exaltación                                          |

## Département de Chuquisaca
Le département de Chuquisaca comprend 10 provinces, 29 municipalités et 10 cantons.
| Nom province    | Chef-lieu de province | Municipalité      | Localité principale   | Cantons |
| --------------- | --------------------- | ----------------- | --------------------- | --- |
| Azurduy         | Azurduy               | Azurduy           | Azurduy               | Azurduy, Antonio Lopez, Las Casas |
| Azurduy         | Azurduy               | Tarvita           | Tarvita (Villa Orías) | Mariscal Braun, San Pedro, Tarvita |
| Belisario Boeto | Villa Serrano         | Villa Serrano     | Villa Serrano         | Mendoza, Urriolagoitia, Villa Serrano |
| Hernando Siles  | Monteagudo            | Monteagudo        | Monteagudo            | Monteagudo, San Juan del Piraí |
| Hernando Siles  | Monteagudo            | Huacareta         | Huacareta             | Añimbo, Huacareta, Rosario del Ingre |
| Jaime Zudáñez   | Zudáñez               | Zudáñez           | Zudáñez               | Zudáñez |
| Jaime Zudáñez   | Zudáñez               | Icla              | Icla                  | Icla |
| Jaime Zudáñez   | Zudáñez               | Presto            | Presto                | Pasopaya, Presto, Rodeo |
| Jaime Zudáñez   | Zudáñez               | Mojocoya          | Mojocoya              | Mojocoya |
| Luis Calvo      | Villa Vaca Guzmán     | Villa Vaca Guzmán | Villa Vaca Guzmán     | Iguembe, Sapirangui, Ticucha, Villa Vaca Guzmán                                                                                                   |
| Luis Calvo      | Villa Vaca Guzmán     | Macharetí         | Macharetí             | Camatindi, Carandayti, Ivo, Macharetí, Ñancorainza, Tiguipa                                                                                       |
| Luis Calvo      | Villa Vaca Guzmán     | Huacaya           | Huacaya               | Boycobo, Huacaya, Santa Rosa |
| Nor Cinti       | Camargo               | Camargo           | Camargo               | Camargo, Lintaca, Tacaquira |
| Nor Cinti       | Camargo               | San Lucas         | San Lucas             | Ajchilla, Chiñimayu, Kollpa, Ocuri, Payacota del Carmen, Pirhuani, San Lucas, Uruchini                                                            |
| Nor Cinti       | Camargo               | Incahuasi         | Incahuasi (de)        | Huajlaya, Incahuasi, Pucara de Yatina |
| Nor Cinti       | Camargo               | Villa Charcas     | Villa Charcas         | Villa Charcas, Santa Elena |
| Oropeza         | Sucre                 | Sucre             | Sucre                 | Arabate, Chaunaca, Chuqui Chuqui, Huanifaya, Huata, La Palca, Mamahuasi, Maragua, Mojotoro, Potolo, Quila Quila, San Lazaro, San Sebastian, Sucre |
| Oropeza         | Sucre                 | Poroma            | Poroma                | Copavillkhi, Pojpo, Poroma, Sapse, Sijcha, Huañoma                                                                                                |
| Oropeza         | Sucre                 | Yotala            | Yotala                | Huayllas, Pulqui, Tuero, Yotala |
| Sur Cinti       | Villa Abecia          | Culpina           | Culpina               | Culpina, El Palmar, La Cienega, La Loma, La Cueva, Pilaya, Salitre, San Francisco                                                                 |
| Sur Cinti       | Villa Abecia          | Las Carreras      | Las Carreras          | Impora, Las Carreras, La Torre, Lime, San Juan, Santa Rosa, Socpora, Taraya                                                                       |
| Sur Cinti       | Villa Abecia          | Camataqui         | Camataqui             | Camataqui, Tarcana |
| Tomina          | Padilla               | Padilla           | Padilla               | Padilla |
| Tomina          | Padilla               | Tomina            | Tomina                | Tomina |
| Tomina          | Padilla               | Sopachuy          | Sopachuy              | Sopachuy |
| Tomina          | Padilla               | El Villar         | El Villar             | El Villar, Juana Azurduy de Padilla |
| Tomina          | Padilla               | Villa Alcalá      | Alcalá                | Villa Alcalá |
| Yamparáez       | Tarabuco              | Tarabuco          | Tarabuco              | Tarabuco, Pajcha |
| Yamparáez       | Tarabuco              | Yamparáez         | Yamparáez             | Yamparáez, Sotomayor |

## Département de Cochabamba
Le département de Cochabamba comprend 16 provinces, 47 municipalités et 146 cantons.
| Nom province    | Chef-lieu de province | Municipalité      | Localité principale | Cantons                                                                                  |
| --------------- | --------------------- | ----------------- | ------------------- | ---------------------------------------------------------------------------------------- |
| Arani           | Arani                 | Arani             | Arani               | Arani, Collpa, Pocoata                                                                   |
| Arani           | Arani                 | Vacas             | Vacas               | Vacas                                                                                    |
| Arque           | Arque                 | Arque             | Arque               | Arque, Colcha                                                                            |
| Arque           | Arque                 | Tacopaya          | Tacopaya            | Tacopaya, Ventilla                                                                       |
| Ayopaya         | Independencia         | Ayopaya           | Independencia       | Ayopaya, Calchani, Icoza                                                                 |
| Ayopaya         | Independencia         | Morochata         | Morochata           | Chinchiri, Pucarani, Punacachi, Yayani                                                   |
| Ayopaya         | Independencia         | Cocapata          | Cocapata            | Choquecamata, Cocapata, Icari                                                            |
| Capinota        | Capinota              | Capinota          | Capinota            | Capinota, Chamoco, Tokho Halla, Villcabamba                                              |
| Capinota        | Capinota              | Santiváñez        | Santiváñez          | Calera, Caporaya, Caraza, Chojtama, Huañacota, Poquera, Santiváñez                       |
| Capinota        | Capinota              | Sicaya            | Sicaya              | Orcoma, Sicaya                                                                           |
| Carrasco        | Totora                | Totora            | Totora              | Arepucho, Icuna, Tiraque "C", Totora                                                     |
| Carrasco        | Totora                | Puerto Villarroel | Puerto Villaroel    | Ivirgarzama, Mariposas, Puerto Villaroel, Valle Ivirza                                   |
| Carrasco        | Totora                | Pojo              | Pojo                | Chalguani, Chuquiomo, Duraznillo, Guarayos, Mamoré, Palca, Pojo, Real, Rodeo             |
| Carrasco        | Totora                | Chimoré           | Chimoré             | Chimoré                                                                                  |
| Carrasco        | Totora                | Pocona            | Pocona              | Chimboata, Chillicchi, Conda, Huayapacha, Pocona                                         |
| Carrasco        | Totora                | Entre Ríos        | Entre Ríos          | Entre Ríos                                                                               |
| Cercado         | Cochabamba            | Cochabamba        | Cochabamba          | Cochabamba                                                                               |
| Chapare         | Sacaba                | Sacaba            | Sacaba              | Aguirre, Chiñata, Lava Lava, Quewiñapampa, Sacaba, Ucuchi                                |
| Chapare         | Sacaba                | Villa Tunari      | Villa Tunari        | Mendoza, Paracti, Villa Tunari                                                           |
| Chapare         | Sacaba                | Colomi            | Colomi              | Candelaria, Colomi, San José, Tablas Monte                                               |
| Esteban Arce    | Tarata                | Tarata            | Tarata              | Huayculi,Huasa Rancho, Izata, Tarata                                                     |
| Esteban Arce    | Tarata                | Anzaldo           | Anzaldo             | Anzaldo, La Vina, Quiriria                                                               |
| Esteban Arce    | Tarata                | Arbieto           | Arbieto             | Arbieto, Aranjuez, Arpita                                                                |
| Esteban Arce    | Tarata                | Sacabamba         | Sacabamba           | Apillapa, Challaque, Matarani, Quekoma, Sacabamba                                        |
| Germán Jordán   | Cliza                 | Cliza             | Cliza               | Chullpas, Cliza, Huasacalle, Santa Lucía                                                 |
| Germán Jordán   | Cliza                 | Toko              | Toco                | Toko                                                                                     |
| Germán Jordán   | Cliza                 | Tolata            | Tolata              | Tolata                                                                                   |
| Mizque          | Mizque                | Mizque            | Mizque              | Mizque, Cauta, Molinero, Taboada, Tin Tin, Vicho Vicho                                   |
| Mizque          | Mizque                | Alalay            | Alalay              | Alalay, Ayapampa                                                                         |
| Mizque          | Mizque                | Vila Vila         | Vila Vila           | Vila Vila, Siquimira                                                                     |
| Narciso Campero | Aiquile               | Aiquile           | Aiquile             | Aiquile, Quiroga, Villa Granado                                                          |
| Narciso Campero | Aiquile               | Omereque          | Omereque            | Chari Cari, Ele Ele, Huanacuni Grande, Omereque, Peña Colorada, Perereta                 |
| Narciso Campero | Aiquile               | Pasorapa          | Pasorapa            | Pasorapa                                                                                 |
| Punata          | Punata                | Punata            | Punata              | Punata                                                                                   |
| Punata          | Punata                | San Benito        | San Benito          | Huaricya, San Benito, Sunchu Pampa                                                       |
| Punata          | Punata                | Villa Rivero      | Villa Rivero        | Villa Rivero                                                                             |
| Punata          | Punata                | Cuchumuela        | Cuchumuela          | Cuchumuela                                                                               |
| Punata          | Punata                | Tacachi           | Tacachi             | Tacachi                                                                                  |
| Quillacollo     | Quillacollo           | Quillacollo       | Quillacollo         | El Paso, Quillacollo                                                                     |
| Quillacollo     | Quillacollo           | Colcapirhua       | Colcapirhua         | Colcapirhua, Santa Rosa                                                                  |
| Quillacollo     | Quillacollo           | Tiquipaya         | Tiquipaya           | Tiquipaya                                                                                |
| Quillacollo     | Quillacollo           | Vinto             | Vinto               | Anocaraire, La Chulla, Machac Marca, Vinto                                               |
| Quillacollo     | Quillacollo           | Sipe Sipe         | Sipe Sipe           | Itapaya, Mallco Rancho, Sipe Sipe                                                        |
| Bolívar         | Bolívar               | Bolívar           | Bolívar             | Bolívar, Carpani, Challoma, Comuna, Coyuna, Jorenko, Vilacaya, Villa Victoria, Yarbicoya |
| Tapacarí        | Tapacarí              | Tapacarí          | Tapacarí            | Challa, Leque, Ramadas, Tapacarí                                                         |
| Tiraque         | Tiraque               | Tiraque           | Tiraque             | Palca, Tiraque                                                                           |
| Tiraque         | Tiraque               | Shinahota         | Shinahota           | Shinahota                                                                                |

## Département de La Paz
Le département de La Paz comprend 20 provinces, 85 municipalités et 434 cantons
| Nom province         | Chef-lieu de province  | Municipalité                | Localité principale   | Cantons |
| -------------------- | ---------------------- | --------------------------- | --------------------- | --- |
| Abel Iturralde       | Ixiamas                | Ixiamas                     | Ixiamas               | Ixiamas |
| Abel Iturralde       | Ixiamas                | San Buenaventura            | San Buena Ventura     | San Buena Ventura, San Jose de Chupiamonas, Tumupasa |
| Aroma                | Sica Sica              | Sica Sica                   | Sica Sica             | Ayamaya, Chijmuni, Colpapucho Belen, Germán Busch, Kajani, Machacamarca, Manuel Isodoro Belzu, Panduro, Pujravi, Sica Sica, Villa Chuakhollu Grande |
| Aroma                | Sica Sica              | Umala                       | Umala                 | Asunción Huancaroma, Cañaviri, Llanga Belen, Puerto Huari Belen, San José de Llanga, San Miguel de Copani, Santiago de Collana, Umala, Vituy Vinto |
| Aroma                | Sica Sica              | Ayo Ayo                     | Ayo Ayo               | Ayo Ayo, Collana Tolar, Santa Rosa de Lima, Tupac Katari, Villa Carmen |
| Aroma                | Sica Sica              | Calamarca                   | Calamarca             | Ajoya, Calamarca, Cosmini, San Antonio de Senkata, Sivincani, Vilaque Copata, Villa El Carmen de Caluyo |
| Aroma                | Sica Sica              | Patacamaya                  | Patacamaya            | Chacoma, Chairumani, Chiaraque, Colchani, Culta Arajllanga, Iquiaca de Umala, Patacamaya, Pusuta, San Martin de Iquiaca, Villa Concepción de Belen, Villa Patarani, Viscachani                                                                                           |
| Aroma                | Sica Sica              | Colquencha                  | Colquencha            | Colquencha, Marquirivi, Micaya, Nueva Esperanza de Machacamarca, Santiago de Llallagua |
| Aroma                | Sica Sica              | Collana                     | Collana               | Collana, Collana Uncallamaya, Hichuaraya Chico |
| Bautista Saavedra    | Charazani              | Charazani (Juan José Pérez) | Charazani             | Amarete, Carijana, Chari, Chullina, Charazani (General Juan José Pérez), Ramon Gonzales (A. Chajlaya), Santa Rosa de Caata |
| Bautista Saavedra    | Charazani              | Curva                       | Curva                 | Calaya, Cañisaya, Curva, Kapna, Lagunillas, Puli, Taypi Cañuhuma, Upinhuaya |
| Caranavi             | Caranavi               | Caranavi                    | Caranavi              | Alcoche, Alto Illimani, Belen, Calama, Caranavi, Carrasco, Carrasco La Reserva, Chojña, Choro, Eduardo Avaroa, Inicua Bajo, Incahuara de Ckullu Kuchu, Rosario Entre Ríos, San Pablo, Santa Ana de Caranavi, Santa Fe, Santa Rosa, Taypiplaya, Uyunense, Villa Elevacion |
| Caranavi             | Caranavi               | Alto Beni                   | Caserío Nueve         | Santa Ana de Alto Beni, Suapi de Alto Beni, |
| Eliodoro Camacho     | Puerto Acosta          | Puerto Acosta               | Puerto Acosta         | Chiñaya 6 de Agosto, Puerto Acosta, Puerto Parajachi, San Juan de Cancanani, |
| Eliodoro Camacho     | Puerto Acosta          | Humanata                    | Humanata              | Humanata |
| Eliodoro Camacho     | Puerto Acosta          | Escoma                      | Escoma                | Escoma, Collasuyo, Peninsula de Challapata, Villa Puni |
| Eliodoro Camacho     | Puerto Acosta          | Mocomoco                    | Mocomoco              | Italaque, Mocomoco, Pacaures, Tajani, Villa Rosario de Wila Khala |
| Eliodoro Camacho     | Puerto Acosta          | Puerto Carabuco             | Puerto Carabuco       | Ambana, Puerto Carabuco, Puerto Chaguaya, San Miguel de Yaricoa |
| Franz Tamayo         | Apolo                  | Apolo                       | Apolo                 | Apolo, Aten, Mojos, Pata, Santa Cruz del Valle Ameno |
| Franz Tamayo         | Apolo                  | Pelechuco                   | Pelechuco             | Antaquilla de Copacabana, Pelechuco, Suches, Ulla Ulla |
| Gualberto Villarroel | San Pedro de Curahuara | San Pedro de Curahuara      | San Pedro             | Chilahuala, Conchari, German Busch, Jalsuri, Jankho Marca, Pedro Domingo Murillo, Puerto Capitan Castrillo, Río Mulato Kari, San Pedro de Curahuara, Villa Manquiri, Waldo Ballivian                                                                                     |
| Gualberto Villarroel | San Pedro de Curahuara | Papel Pampa                 | Papel Pampa           | Caylla Churo, Circa Cruzani, Eduardo Abaroa, Molle Bamba, Pacollo, Papel Pampa, Rivera Alta, San Felipe de Challa, Unopata |
| Gualberto Villarroel | San Pedro de Curahuara | Chacarilla                  | Chacarilla            | Chacarilla, Puerto Aroma, Rosa Pata |
| Ingavi               | Viacha                 | Tiahuanacu                  | Tiawanacu             | Huacullani, Pillapi San Agustín, Tihuanacu |
| Ingavi               | Viacha                 | Viacha                      | Viacha                | Chacoma Irpa Grande, General José Ballivian, Ichuraya Grande, Irpuma Irpa Grande, Viacha, Villa Remedíos, Villa Santiago de Chacoma |
| Ingavi               | Viacha                 | Guaqui                      | Guaqui                | Guaqui |
| Ingavi               | Viacha                 | Desaguadero                 | Desaguadero           | Desaguadero, San Juan de Huancollo |
| Ingavi               | Viacha                 | San Andrés de Machaca       | San Andrés de Machaca | Chuncarcota de Machaca, Conchacollo de Machaca, Laquinamaya, Mauri, Nazacara, San Andrés de Machaca, Sombra Pata, Villa Artasivi de Machaca, Villa Pusuma Alto Machaca                                                                                                   |
| Ingavi               | Viacha                 | Jesús de Machaca            | Jesús de Machaca      | Aguallamaya, Chama, Cuipa España de Machaca, Jesús de Machaca, Kalla Tupac Katari, Khonkho San Salvador, Mejillones de Machaca, Santa Ana de Machaca, Santo Domingo de Machaca, Villa Asunción de Machaca                                                                |
| Ingavi               | Viacha                 | Taraco                      | Taraco                | Santa Rosa de Taraco, Taraco |
| Inquisivi            | Inquisivi              | Inquisivi                   | Inquisivi             | Arcopongo, Capiñata, Cavari, Eduardo Abaroa, Escola, Inquisivi, Pocusco, Siguas |
| Inquisivi            | Inquisivi              | Cajuata                     | Cajuata               | Cajuata, Circuata, Huaritolo, Suri |
| Inquisivi            | Inquisivi              | Colquiri                    | Colquiri              | Caluyo, Colquiri, Coriri, Huayllamarca, Lanza, Pauca, Villa Hancacota, Uyuni |
| Inquisivi            | Inquisivi              | Ichoca                      | Ichoca                | Franz Tamayo, General Camacho, German Busch, Gualberto Villarroel, Ichoca, Luruhuata, Villa San Antonio Sirarani |
| Inquisivi            | Inquisivi              | Licoma                      | Licoma                | Charapaxi, Licoma |
| Inquisivi            | Inquisivi              | Quime                       | Quime                 | Choquetanga, Figueroa, Huaña Cota, Quime |
| José Manuel Pando    | Santiago de Machaca    | Santiago de Machaca         | Santiago de Machaca   | Bautista Saavedra, Berenguela, Exaltación, General José Ballivian, Santiago de Huari Pujio, Santiago de Machaca |
| José Manuel Pando    | Santiago de Machaca    | Catacora                    | Catacora              | Catacora, Pairumani Grande, Pojo Pajchiri, Thola Khollu |
| Larecaja             | Sorata                 | Sorata                      | Sorata                | Ankoma, Chuchulaya, Guachalla, Obispo Bosque, San Antonio de Millipaya, Sorata, Yani |
| Larecaja             | Sorata                 | Combaya                     | Combaya               | Combaya, San Pedro de Sorejaya, |
| Larecaja             | Sorata                 | Guanay                      | Guanay                | Guanay, San Juan de Challana, Santa Rosa |
| Larecaja             | Sorata                 | Mapiri                      | Mapiri                | Mapiri |
| Larecaja             | Sorata                 | Quiabaya                    | Quiabaya              | Quiabaya |
| Larecaja             | Sorata                 | Tacacoma                    | Tacacoma              | Ananea, Chumisa, Collabamba, Consata, Tacacoma, |
| Larecaja             | Sorata                 | Teoponte                    | Teoponte              | Teoponte |
| Larecaja             | Sorata                 | Tipuani                     | Tipuani               | Carguarani, Cotapampa, Paniagua, Tipuani |
| Loayza               | Luribay                | Luribay                     | Luribay               | Anchallani, Eduardo Abaroa Colliri, Luribay, Poroma, Porvenir, Taucarasi |
| Loayza               | Luribay                | Cairoma                     | Cairoma               | Asiento Araca, Cairoma, Keraya, Saya, Tienda Pata |
| Loayza               | Luribay                | Malla                       | Malla                 | Coque, Malla, Rodeo |
| Loayza               | Luribay                | Sapahaqui                   | Sapahaqui             | Caracato, Muruhuta, Sapahaqui |
| Loayza               | Luribay                | Yaco                        | Yaco                  | Caxata, Challoma, Chucamarca, Llipi Llipi, Tablachaca, Umalaco, Villa Puchuni, Yaco |
| Los Andes            | Pucarani               | Pucarani                    | Pucarani              | Catavi, Chojasivi, Cohana, Lacaya, Patamanta, Pucarani, Villa Ascencion de Chipamaya, Villa Iquiaca, Villa Pabon de Chiarpata, Villa Rosario de Corapata, Villa Vilaque                                                                                                  |
| Los Andes            | Pucarani               | Batallas                    | Batallas              | Batallas, Huancane, Karhuisa, Kerani, Peñas, Villa Asuncion Tuquia, Villa San Juan de Chachacomani, Villa Remedios de Calasaya |
| Los Andes            | Pucarani               | Laja                        | Laja                  | Collo Collo, Curva Pucara, Laja, San Juan Rosario, Tambillo, Villa San Juan de Satatotora |
| Los Andes            | Pucarani               | Puerto Pérez                | Puerto Pérez          | Aygachi, Cascachi, Puerto Pérez, Suriqui |
| Manco Kapac          | Copacabana             | Copacabana                  | Copacabana            | Copacabana, Lokha, Zampaya |
| Manco Kapac          | Copacabana             | San Pedro de Tiquina        | San Pedro de Tiquina  | Calata de San Martin, San Pablo de Tiquina, San Pedro de Tiquina, Santiago de Ojje, Villa Amacari |
| Manco Kapac          | Copacabana             | Tito Yupanqui               | Tito Yupanqui         | Tito Yupanqui |
| Muñecas              | Chuma                  | Chuma                       | Chuma                 | Chajlaya, Chuma, Luquisani, Sococoni, Timusi, Tuiluni |
| Muñecas              | Chuma                  | Ayata                       | Ayata                 | Ayapata, Camata |
| Muñecas              | Chuma                  | Aucapata                    | Aucapata              | Aucapata, Pusillani |
| Nor Yungas           | Coroico                | Coroico                     | Coroico               | Coroico, Mururata, Pacollo |
| Nor Yungas           | Coroico                | Coripata                    | Coripata              | Arapata, Coripata, Milluhuaya |
| Omasuyos             | Achacachi              | Achacachi                   | Achacachi             | Achacachi, Ajllata Grande, Chua Cocani, Chuavisalaya, Franz Tamayo, Huatajata, Jancko Amaya, Soncachi, Villa Asuncion de Corpaputo, Warisata |
| Omasuyos             | Achacachi              | Ancoraimes                  | Ancoraimes            | Ancoraimes, Cajiata, Cheje Pampa, Chojñapata-Chiñaja, Sotalaya, Villa Macamaca |
| Omasuyos             | Achacachi              | Huarina                     | Huarina               | Copancara, Huarina |
| Omasuyos             | Achacachi              | Santiago de Huata           | Santiago de Huata     | Kalaque, Santiago de Huata |
| Pacajes              | Coro Coro              | Coro Coro                   | Coro Coro             | Caquingora, Coro Coro, Jancko Marca Sirpa, Jayuma Llallagua, José Manuel Pando, Muro Pilar Mejillones, Porvenir de Quilloma, Rosapata Huancarama, Topohoco, Villa Exaltación de Enequella                                                                                |
| Pacajes              | Coro Coro              | Caquiaviri                  | Caquiaviri            | Achiri, Antaquira, Caquiaviri, Chojñapampa de Vichaya, Jihuacuta, Kasillunca, Laura Lloko Lloko, Tincachi, Vichaya, Villa Anta, Villa Chocorosi |
| Pacajes              | Coro Coro              | Calacoto                    | Calacoto              | Audiencia, Calacoto, Caracollo, Challuyo, General Camacho, General Campero, Laguna Blanca, Max Toledo, Okoruro, Playa Verde, Rosario, Ulloma, Villa Condor Iquiña |
| Pacajes              | Coro Coro              | Comanche                    | Comanche              | Comanche, General José Ballivián, Rosas Pata Tuli, Tocopilla Cantuyo |
| Pacajes              | Coro Coro              | Charaña                     | Charaña               | Charaña, Chinocavi, Eduardo Abaroa, General Perez, Ladislao Cabrera, Río Blanco |
| Pacajes              | Coro Coro              | Waldo Ballivián             | Tumarapi              | Waldo Ballivián (C. Tumarapi) |
| Pacajes              | Coro Coro              | Callapa                     | Callapa               | Callapa, Calteca, Romero Pampa, San Francisco de Yaribay, Villa Puchuni |
| Pacajes              | Coro Coro              | Nazacara de Pacajes         | Nazacara de Pacajes   | Nazacara de Pacajes |
| Murillo              | Palca                  | La Paz                      | La Paz                | La Paz, Zongo |
| Murillo              | Palca                  | Palca                       | Palca                 | Cohoni, Palca, Qillihuaya |
| Murillo              | Palca                  | Mecapaca                    | Mecapaca              | Chanka, Collana, Mecapaca, Santiago de Collana |
| Murillo              | Palca                  | Achocalla                   | Achocalla             | Achocalla, Asunta Quillviri, Villa Concepción |
| Murillo              | Palca                  | El Alto                     | El Alto               | El Alto |
| Sud Yungas           | Chulumani              | Chulumani                   | Chulumani             | Chirca, Chulumani, Huancane, Ocobaya, Villa Asunta |
| Sud Yungas           | Chulumani              | La Asunta                   | La Asunta             | Calisaya, Chamaca, Charia, Colopampa Grande, Cotopata, Huayabal, La Asunta, La Calzada, Las Mercedes, Puerto Rico, San José, Villa Barrientos, Yanamayu |
| Sud Yungas           | Chulumani              | Palos Blancos               | Palos Blancos         | Palos Blancos |
| Sud Yungas           | Chulumani              | Irupana                     | Irupana               | Chicaloma, Irupana, Lambate, Laza, Taca, Victorio Lanza |
| Sud Yungas           | Chulumani              | Yanacachi                   | Yanacachi             | Villa Aspiazu, Yanacachi |

## Département d'Oruro
Le département d'Oruro comprend 16 provinces, 35 municipalités et 160 cantons.
| Nom province         | Chef-lieu de province    | Municipalité             | Localité principale      | Cantons |
| -------------------- | ------------------------ | ------------------------ | ------------------------ | --- |
| Atahuallpa           | Sabaya                   | Sabaya                   | Sabaya                   | Alaroco, Bella Vista, Cahuana, Cruz de Huayllas, Julo, Negrillos, Pacariza, Pagador, Parajaya, Pisiga Bolívar Sucre, Quea Queani, Sabaya, Sacabaya, San Antonio de Pitacollo, Tunape, Villa Rosario, Villa Vitalina |
| Atahuallpa           | Sabaya                   | Chipaya                  | Chipaya                  | Ayparavi, Chipaya, Vestrullani |
| Atahuallpa           | Sabaya                   | Coipasa                  | Coipasa                  | Coipasa |
| Carangas             | Corque                   | Corque                   | Corque                   | Caracota, Copacabana, Corque, Jancocala, Laca Laca Quita Quita, Opoqueri, Payoco, Pomata Aite, San Antonio de Arcala, San Jose de Kala, San Pedro de Huaylloco, Villa Esperanza, Villa Tarucachi                    |
| Carangas             | Corque                   | Choquecota               | Choquecota               | Asuncion Laca Laca, Choquecota |
| Cercado              | Oruro                    | Oruro                    | Oruro                    | Oruro, Paria, Teniente Bullain |
| Cercado              | Oruro                    | Caracollo                | Caracollo                | Caracollo, Kemalla, Lajma, La Joya, Sillota, Sillota Belen, Vilacara |
| Cercado              | Oruro                    | El Choro                 | El Choro                 | Challacollo, Crucero Belen, El Choro, Rancho Grande, San Felipe de Chaitavi |
| Cercado              | Oruro                    | Soracachi                | Soracachi                | Iruma, Lequepalca, Huayña Pasto Grande, Soracachi, 9 de Abril (Thola Palca), |
| Eduardo Avaroa       | Challapata               | Challapata               | Challapata               | Ancacato, Challapata, Culta, Huancane |
| Eduardo Avaroa       | Challapata               | Santuario de Quillacas   | Santuario de Quillacas   | Santuario de Quillacas, Sevaruyo, Soraga |
| Ladislao Cabrera     | Salinas de Garcí Mendoza | Salinas de Garcí Mendoza | Salinas de Garcí Mendoza | Aroma, Challacota, Concepción de Belén, Jirira, Salinas de Garcí Mendoza, San Martin, Ucumasi, Villa Esperanza |
| Ladislao Cabrera     | Salinas de Garcí Mendoza | Pampa Aullagas           | Pampa Aullagas           | Bengal Vinto, Ichalula, Pampa Aullagas |
| Litoral              | Huachacalla              | Huachacalla              | Huachacalla              | Huachacalla |
| Litoral              | Huachacalla              | Esmeralda                | Esmeralda                | Belén, Esmeralda, Pena Penani, Romero Pampa |
| Litoral              | Huachacalla              | Cruz de Machacamarca     | Cruz de Machacamarca     | Cruz de Machamarca, Florida, Huayllas |
| Litoral              | Huachacalla              | Escara                   | Escara                   | Escara, Payrumani del Litoral |
| Litoral              | Huachacalla              | Yunguyo del Litoral      | Yunguyo                  | Yunguyo |
| Nor Carangas         | Huayllamarca             | Huayllamarca             | Huayllamarca             | Belen de Choquecota, Bella Vista, Chojnahuma, Chuquichambi, Huayllamarca, LLanquera, Puerto Nequeta, San Miguel, Tunupa                                                                                             |
| Pantaléon Dalence    | Huanuni                  | Villa Huanuni            | Huanuni                  | Bombo, Cataricahua, Huallatiri, Huanuni, Morococala, Negro Pabellon |
| Pantaléon Dalence    | Huanuni                  | Machacamarca             | Machacamarca             | Machacamarca, Vicente Ascarrunz |
| Poopó                | Poopó                    | Poopó                    | Poopó                    | Coripata, Poopó, Venta y Media |
| Poopó                | Poopó                    | Pazña                    | Pazña                    | Avicaya, Pazña, Peñas, Totoral, Urmiri |
| Poopó                | Poopó                    | Antequera                | Antequera                | Antequera, Chalguamayu, Tutuni |
| Puerto de Mejillones | La Rivera                | La Rivera                | La Rivera                | La Rivera |
| Puerto de Mejillones | La Rivera                | Todos Santos             | Todos Santos             | Todos Santos |
| Puerto de Mejillones | La Rivera                | Carangas                 | Carangas                 | Carangas |
| Sajama               | Curahuara de Carangas    | Curahuara de Carangas    | Curahuara de Carangas    | Caripe, Curahuara de Carangas, Laguna, Sajama |
| Sajama               | Curahuara de Carangas    | Turco                    | Turco                    | Chachacomani, Cosapata, Turco |
| San Pedro de Totora  | Totora                   | Totora                   | Totora                   | Calazaya, Chojna Cota, Crucero, Culta, Huacanapi, Marquirivi, Totora |
| Saucarí              | Toledo                   | Toledo                   | Toledo                   | Catuyo, Challa Cruz, Challavito, Chocorasi, Chuquina, Collpahuma, Culluri, Kari Kari, Saucarí, Toledo, Untavi |
| Sebastián Pagador    | Santiago de Huari        | Santiago de Huari        | Santiago de Huari        | Belen, Caico Bolivar, Castilla Huma, Condo "C", Condo "K", Guadalupe, Lagunillas, Locumpaya, Santiago de Huari, Urmiri, Vichaj Lupe                                                                                 |
| Sud Carangas         | Andamarca                | Andamarca                | Andamarca                | Andamarca, Eduardo Avaroa, Orinoca |
| Sud Carangas         | Andamarca                | Belén de Andamarca       | Belén de Andamarca       | Belén de Andamarca, Cruz Huayllamarca, Real Machacamarca, Calama Huayllamarca |
| Tomas Barrón         | Eucaliptus               | Eucaliptus               | Eucaliptus               | Eucaliptus |

## Département de Pando
Le département de Pando comprend 5 provinces, 15 municipalités et 32 cantons.
| Nom province   | Chef-lieu de province | Municipalité          | Localité principale   | Cantons                                |
| -------------- | --------------------- | --------------------- | --------------------- | -------------------------------------- |
| Abuná          | Santa Rosa del Abuná  | Santa Rosa del Abuná  | Santa Rosa del Abuná  | Nacebe, Teduzara                       |
| Abuná          | Santa Rosa del Abuná  | Ingavi                | Humaita               | Ingavi, Tacna (Humaita)                |
| Federico Román | Nueva Esperanza       | Nueva Esperanza       | Nueva Esperanza       | Nueva Esperanza, Río Negro             |
| Federico Román | Nueva Esperanza       | Villa Nueva           | Villa Nueva           | Villa Nueva, Perseverancia (Loma Alta) |
| Federico Román | Nueva Esperanza       | Santos Mercado        | Santos Mercado        | Eureka, Mukuripi                       |
| Madre de Dios  | Puerto Gonzalo Moreno | Puerto Gonzalo Moreno | Puerto Gonzalo Moreno | Agua Dulce, Trinidad                   |
| Madre de Dios  | Puerto Gonzalo Moreno | San Lorenzo           | San Lorenzo           | Chorrillos, Exaltacion, Fortaleza      |
| Madre de Dios  | Puerto Gonzalo Moreno | El Sena               | Sena                  | Asunción, Bolívar                      |
| Manuripi       | Puerto Rico           | Puerto Rico           | Puerto Rico           | Conquista, El Carmen, Victoria         |
| Manuripi       | Puerto Rico           | Filadelfia            | Filadelfia            | Arroyo Grande, San Miguelito, Chive    |
| Manuripi       | Puerto Rico           | San Pablo             | San Pablo             | Maravilla, San Pablo                   |
| Nicolás Suárez | Cobija                | Cobija                | Cobija                | Santa Cruz de Cobija                   |
| Nicolás Suárez | Cobija                | Porvenir              | Porvenir              | Campo Ana, San Luis                    |
| Nicolás Suárez | Cobija                | Bella Flor            | Bella Flor            | Costa Rica, Mercier                    |
| Nicolás Suárez | Cobija                | Bolpebra              | San Pedro de Bolpebra | Chapacura, Mukden                      |

## Département de Potosi
Le département de Potosi comprend 16 provinces, 40 municipalités et 242 cantons
| Nom province       | Chef-lieu de province    | Municipalité             | Localité principale      | Cantons |
| ------------------ | ------------------------ | ------------------------ | ------------------------ | --- |
| Alonso de Ibáñez   | Sacaca                   | Sacaca                   | Sacaca                   | Colloma, Sacaca, Wila Circa |
| Alonso de Ibáñez   | Sacaca                   | Caripuyu                 | Caripuyu                 | Caripuyo, Challviri, Chaicuriri, Chojlla, Cotana, Huanacoma, Jankho Jankho, Juntavi |
| Antonio Quijarro   | Uyuni                    | Uyuni                    | Uyuni                    | Chacala, Coroma, Huanchaca, Pulacayo, Uyuni |
| Antonio Quijarro   | Uyuni                    | Tomave                   | Tomave                   | Apacheta, Calasaya, Opoco, San Francisco de Tarana, Tacora, Ticatica, Tolapampa, Tomave, Ubina, Viluyo, Yura |
| Antonio Quijarro   | Uyuni                    | Porco                    | Porco                    | Churcuita, Condoriri, Karma, Porco |
| Bernardino Bilbao  | Arampampa                | Acasio                   | Acasio                   | Acasio, Taconi de Caine |
| Bernardino Bilbao  | Arampampa                | Arampampa                | Arampampa                | Arampampa, Charca Marcavi, Huaycuri, Humavisa, Pararani, Santiago, Sarcuri, Molle Villque |
| Charcas            | San Pedro de Buena Vista | San Pedro de Buena Vista | San Pedro de Buena Vista | Eskencachi, Micani, Moscari, San Marcos, San Pedro, Toracari |
| Charcas            | San Pedro de Buena Vista | Toro Toro                | Toro Toro                | Anahuani, Carasi, Julo Grande, Tambo Khasa, Toro Toro, Yambata |
| Chayanta           | Colquechaca              | Colquechaca              | Colquechaca              | Ayoma, Colquechaca, Macha, Rosario, Surumi |
| Chayanta           | Colquechaca              | Ravelo                   | Ravelo                   | Antora, Huaycoma, Pitantora, Ravelo, Tomoyo, Toroca |
| Chayanta           | Colquechaca              | Pocoata                  | Pocoata                  | Campaya, Chayala, Pocoata, Quesem Phuco, San Juan de Arrospata, San Miguel de Kari, Senajo, Tacarani, Tomuyo |
| Chayanta           | Colquechaca              | Ocurí                    | Ocurí                    | Chairapata, Maragua, Marcoma, Ocurí |
| Cornelio Saavedra  | Betanzos[pas clair]      | Betanzos                 | Betanzos[pas clair]      | Betanzos, Millares, Otuyo, Poco Poco, Potobamba, Quivincha, Siporo, Tecoya, Tuero Tuero, Villa El Carmen |
| Cornelio Saavedra  | Betanzos[pas clair]      | Tacobamba                | Tacobamba                | Ancoma, Colaví, Machacamarca, Rodeo Rodeo, Tacobamba, Yawacari |
| Cornelio Saavedra  | Betanzos[pas clair]      | Chaquí                   | Chaquí                   | Chaquí, Coipasi |
| Daniel Campos      | Llica                    | Llica                    | Llica                    | Cahuana, Canquella, Chacoma, Llica, Palaya, San Pablo de Napa, Tres Cruces |
| Daniel Campos      | Llica                    | Tahua                    | Tahua                    | Ayque, Cacoma, Caquena, Coqueza, Tahua, Yonza |
| Enrique Baldivieso | San Agustín              | San Agustín              | San Agustín              | Alota, Cerro Gordo, San Agustín, Todos Santos |
| José María Linares | Puna                     | Puna                     | Puna                     | Belen, German Busch, Inchasi, Miculpaya, Otavi, Pacasi, Puna, Sepulturas, Vilacaya |
| José María Linares | Puna                     | Caiza „D“                | Caiza „D“                | Caiza "D", Cucho Ingenio, La Lava, Pancoche, Tuctapari |
| José María Linares | Puna                     | Ckochas                  | Ckochas                  | Duraznos, Turuchipa, Linares Norte, Keluyo, Cebadillas |
| Modesto Omiste     | Villazón                 | Villazón                 | Villazón                 | Berque, Casira, Chagua, Chipihuayco, Mojo, Moraya, Sagnasti, Salitre, San Pedro de Sococha, Sarcari, Sococha, Villazon, Yuruma |
| Nor Chichas        | Cotagaita                | Cotagaita                | Cotagaita                | Carlos Medinacelli, Cerro Colorado, Chati, Cornaca, Cotagaita, El Manzanal, La Carreta, Laytapi, Pampa Grande, Quechisla, Mormorque, Ramadas, Río Blanco, Sagrario, Toropalca, Tumusla, Valle Hermoso, Vichacla, Villa Concepcion |
| Nor Chichas        | Cotagaita                | Vitichi                  | Vitichi                  | Ara, Calcha, Vitichi, Yawisla |
| Nor Lípez          | Colcha „K“               | Colcha „K“               | Colcha „K“               | Atulcha, Chuvica, Calcha „K“, Cocani, Colcha „K“, Julaca, Llavica, Río Grande, San Cristóbal, San Juan, Santiago, Santiago de Agencha, Soniquera                                                                                  |
| Nor Lípez          | Colcha „K“               | San Pedro de Quemes      | San Pedro de Quemes      | Cana, Chiguana, Pajancha, Pelcoya, San Pedro de Quemes |
| Rafael Bustillo    | Uncía                    | Uncía                    | Uncía                    | Uncía, Cala Cala |
| Rafael Bustillo    | Uncía                    | Llallagua                | Llallagua                | Llallagua, Jachojo |
| Rafael Bustillo    | Uncía                    | Chayanta                 | Chayanta                 | Amayapampa, Aymaya, Chayanta, Chiuta Cala Cala, Coataca, Irupata, Nueva Colcha, Panacachi, Río Verde |
| Rafael Bustillo    | Uncía                    | Chuquihuta               | Chuquihuta               | Chuquihuta, Tacopalca, Luluni |
| Sur Chichas        | Tupiza                   | Tupiza                   | Tupiza                   | Chillco, Concepcion, Esmoraca, Oploca, Oro Ingenio, Quiriza, Rufino Carrasco, Soracaya, Suipacha, Talina, Tupiza, Villa Pacheco                                                                                                   |
| Sur Chichas        | Tupiza                   | Atocha                   | Atocha                   | Atocha, Chocaya, Chorolque Viejo, Guadalupe, Portugalete, San Vicente, Tacmari |
| Sur Lípez          | San Pablo de Lípez       | San Pablo de Lípez       | San Pablo de Lípez       | Quetena Grande, San Antonio de Lípez, San Pablo de Lípez |
| Sur Lípez          | San Pablo de Lípez       | San Antonio de Esmoruco  | San Antonio de Esmoruco  | Guadalupe, San Antonio de Esmoruco |
| Sur Lípez          | San Pablo de Lípez       | Mojinete                 | Mojinete                 | Bonete Palca, Casa Grande, La Cienega, Mojinete, Pueblo Viejo |
| Tomás Frías        | Potosí                   | Potosí                   | Potosí                   | Chulchucani, Huari Huari, Potosí, Tarapaya |
| Tomás Frías        | Potosí                   | Tinguipaya               | Tinguipaya               | Anthura, Tinguipaya |
| Tomás Frías        | Potosí                   | Yocalla                  | Yocalla                  | Salinas de Yocalla, Santa Lucia, Yocalla |
| Tomás Frías        | Potosí                   | Urmiri                   | Urmiri                   | Cahuayo, Urmiri |

## Département de Santa Cruz
Le département de Santa Cruz comprend 15 provinces, 56 municipalités et 154 cantons
| Nom province           | Chef-lieu de province  | Municipalité            | Localité principale     | Cantons |
| ---------------------- | ---------------------- | ----------------------- | ----------------------- | --- |
| Andrés Ibáñez          | Santa Cruz             | Santa Cruz              | Santa Cruz              | Santa Cruz, Montero Hoyos, Palmar del Oratorio, Paurito |
| Andrés Ibáñez          | Santa Cruz             | La Guardia              | La Guardia              | La Guardia, Km.12, El Carmen, Pedro Lorenzo, San José, Peji |
| Andrés Ibáñez          | Santa Cruz             | El Torno                | El Torno                | El Torno, Jorochito, La Angostura, Limoncito |
| Andrés Ibáñez          | Santa Cruz             | Cotoca                  | Cotoca                  | Cotoca, Puerto Pailas |
| Andrés Ibáñez          | Santa Cruz             | Porongo (Ayacucho)      | Porongo                 | Ayacucho, Tervinto |
| Ángel Sandoval         | San Matías             | San Matías              | San Matías              | La Gaíba, Las Petas, San Matías, Santo Corazón |
| Chiquitos              | San José de Chiquitos  | San José de Chiquitos   | San José de Chiquitos   | San José, San Juan |
| Chiquitos              | San José de Chiquitos  | Pailón                  | Pailón                  | Canada Larga, Cerro Concepción, Pailón, Pozo del Tigre, Tres Cruces |
| Chiquitos              | San José de Chiquitos  | Roboré                  | Roboré                  | Roboré, Santiago |
| Cordillera             | Lagunillas             | Lagunillas              | Lagunillas              | Lagunillas, Aquio (Ipati) |
| Cordillera             | Lagunillas             | Camiri                  | Camiri                  | Camiri, Choreti |
| Cordillera             | Lagunillas             | Charagua                | Charagua                | Charagua, Izozog, Parapeti Grande, Saipuru |
| Cordillera             | Lagunillas             | Cabezas                 | Cabezas                 | Abapo, Cabezas, Curiche, El Filo, Florida, Piray |
| Cordillera             | Lagunillas             | Gutiérrez               | Gutiérrez               | Gutiérrez, Ipita |
| Cordillera             | Lagunillas             | Boyuibe                 | Boyuibe                 | Boyuibe, La Ele |
| Cordillera             | Lagunillas             | Cuevo                   | Cuevo                   | Cuevo |
| Florida                | Samaipata              | Samaipata               | Samaipata               | Samaipata, San Juan del Rosario |
| Florida                | Samaipata              | Pampa Grande            | Pampa Grande            | Mataral, Pampa Grande |
| Florida                | Samaipata              | Mairana                 | Mairana                 | Mairana |
| Florida                | Samaipata              | Quirusillas             | Quirusillas             | Quirusillas |
| Germán Busch           | Puerto Suárez          | Puerto Suárez           | Puerto Suárez           | Puerto Suárez |
| Germán Busch           | Puerto Suárez          | Puerto Quijarro         | Puerto Quijarro         | Puerto Quijarro |
| Germán Busch           | Puerto Suárez          | El Carmen Rivero Tórrez | El Carmen Rivero Tórrez | El Carmen, Santa Ana |
| Guarayos               | Ascensión de Guarayos  | Ascensión de Guarayos   | Ascensión de Guarayos   | Ascensión de Guarayos, San Pablo, Santa María o Nueva Esperanza |
| Guarayos               | Ascensión de Guarayos  | El Puente               | El Puente               | El Puente, Yotaú |
| Guarayos               | Ascensión de Guarayos  | Urubichá                | Urubichá                | Mision Mons. Salvatierra, Urubichá, Yaguaru |
| Ichilo                 | Buena Vista            | Yapacaní                | Yapacani                | Yapacani |
| Ichilo                 | Buena Vista            | San Carlos              | San Carlos              | San Carlos |
| Ichilo                 | Buena Vista            | San Juan                | San Juan de Yapacaní    | San Juan |
| Ichilo                 | Buena Vista            | Buena Vista             | Buena Vista             | Buena Vista, Sanisidro, San Javier, San Miguel |
| Ignacio Warnes         | Warnes                 | Warnes                  | Warnes                  | Azusaqui, Chuchio, Juan Latino, Los Chacos, Tocomechi, Warnes |
| Ignacio Warnes         | Warnes                 | Okinawa Uno             | Okinawa I               | Okinawa Uno, Ignacia Zeballos |
| José Miguel de Velasco | San Ignacio de Velasco | San Ignacio             | San Ignacio de Velasco  | San Ignacio, Santa Ana, Santa Rosa de Roca |
| José Miguel de Velasco | San Ignacio de Velasco | San Miguel              | San Miguel de Velasco   | San Miguel |
| José Miguel de Velasco | San Ignacio de Velasco | San Rafael              | San Rafael de Velasco   | El Tuna, San Fermin, San Rafael, Villa Fatima |
| Manuel María Caballero | Comarapa               | Comarapa                | Comarapa                | Capillas, Comarapa, Manzanal, Pulquina, San Isidro, San Juan del Potrero, San Mateo, Torrecillas                                                                                              |
| Manuel María Caballero | Comarapa               | Saipina                 | Saipina                 | Chilon, Oconi, Saipina |
| Ñuflo de Chávez        | Concepción             | Concepción              | Concepción              | Concepcion, San Pedro, Santa Rosa del Palmar |
| Ñuflo de Chávez        | Concepción             | San Ramón               | San Ramón               | San Ramón |
| Ñuflo de Chávez        | Concepción             | San Javier              | San Javier              | San Javier, Santa Rosa de la Mina |
| Ñuflo de Chávez        | Concepción             | San Antonio de Lomerío  | San Antonio de Lomerío  | San Antonio de Lomerío |
| Ñuflo de Chávez        | Concepción             | San Julián              | San Julián              | San Julian, Saturnino |
| Ñuflo de Chávez        | Concepción             | Cuatro Cañadas          | Cuatro Cañadas          | Cuatro Cañadas |
| Obispo Santistevan     | Montero                | Montero                 | Montero                 | Montero |
| Obispo Santistevan     | Montero                | General Saavedra        | Saavedra                | General Saavedra |
| Obispo Santistevan     | Montero                | Mineros                 | Mineros                 | Mineros |
| Obispo Santistevan     | Montero                | Fernández Alonso        | Fernández Alonso        | Fernández Alonso |
| Obispo Santistevan     | Montero                | San Pedro               | San Pedro               | San Pedro |
| Sara                   | Portachuelo            | Portachuelo             | Portachuelo             | La Estrella, Portachuelo, San Ignacio del Sara |
| Sara                   | Portachuelo            | Santa Rosa              | Santa Rosa del Sara     | Palometas, Santa Rosa |
| Sara                   | Portachuelo            | Colpa Bélgica           | La Bélgica              | Colpa Bélgica |
| Vallegrande            | Vallegrande            | Vallegrande             | Vallegrande             | Alto Seco, Chaco, El Bello, Guadalupe, Khasa Monte, Loma Larga, Mankaillpa, Masicuri, Naranjos, Piraymiri, San Juan del Tucumancillo, Santa Ana, Santa Rosita, Sitanos, Temporal, Vallegrande |
| Vallegrande            | Vallegrande            | Moro Moro               | Moro Moro               | Abra el Astillero, Añapancu, Ariruma, La Laja, Moro Moro |
| Vallegrande            | Vallegrande            | Pucará                  | Pucará[pas clair]       | Pucará, La Higuera |
| Vallegrande            | Vallegrande            | Postrer Valle           | Postrervalle            | Postrer Valle, San Juan de la Ladera, Tierras Nuevas |
| Vallegrande            | Vallegrande            | Trigal                  | Trigal                  | Aguada, Lagunillas, Muyurina, Trigal |

## Département de Tarija
Le département de Tarija comprend 6 provinces, 11 municipalités et 79 cantons
| Nom province      | Chef-lieu de province | Municipalité      | Localité principale | Cantons |
| ----------------- | --------------------- | ----------------- | ------------------- | --- |
| Aniceto Arce      | Padcaya               | Padcaya           | Padcaya             | Camacho, Cañas, Chaguaya, La Merced, Mecoya, Orozas, Padcaya, Rejara, Rosillas, San Francisco, Tacuara, Tariquia                                      |
| Aniceto Arce      | Padcaya               | Bermejo           | Bermejo             | Arrozales, Bermejo, Candaditos, Porcelana |
| Burnet O'Connor   | Entre Ríos            | Entre Ríos        | Entre Ríos          | Chimeo, Chiquiaca, Entre Ríos, Huayco, Ipaguazu, La Cueva, Narvaez, Salinas, San Diego, Suaruro, Tapurayo                                             |
| Cercado           | Tarija                | Tarija            | Tarija              | Alto España, Junacas, Lazareto, San Agustín, San Mateo, Santa Ana, Tarija, Tolomosa, Yesera                                                           |
| Eustaquio Méndez  | San Lorenzo           | Villa San Lorenzo | San Lorenzo         | Cajas, Calama, El Rancho, Erquis, La Victoria, Leon Cancha, San Lorencito, San Lorenzo, San Pedro de las Peñas, Sella Mendez, Tomatas, Tomatas Grande |
| Eustaquio Méndez  | San Lorenzo           | El Puente         | El Puente           | Carrizal, Chayaza, Curqui, El Puente, Huarmachi, Ircalaya, Iscayachi, Paicho, Tomayapo                                                                |
| Gran Chaco        | Yacuíba               | Yacuíba           | Yacuíba             | Aguayrenda, Caiza, Yacuíba |
| Gran Chaco        | Yacuíba               | Villamontes       | Villamontes         | Villamontes |
| Gran Chaco        | Yacuíba               | Caraparí          | Caraparí            | Caraparí, Itau, Saladillo, Zapatero |
| José María Aviléz | Uriondo               | Uriondo           | Uriondo             | Chocloca, Juntas, Uriondo |

## Sources
- Instituto Nacional de Estadística, Bolivia (espagnol)
- Ministerio de Salud y Deportes, Bolivia (2010) (espagnol)